# Răchițele de Jos
Răchițele de Jos – wieś w Rumunii, w okręgu Ardżesz, w gminie Cocu. W 2011 roku liczyła 405 mieszkańców.